# Hyperparathyreoïdie
Hyperparathyreoïdie is een aandoening waarbij door overactiviteit van de bijschildklieren te veel parathyreoïdhormoon (PTH) geproduceerd wordt.
Het bijschildklierhormoon regelt calcium- en fosfaatgehalte en helpt bij het handhaven van deze niveaus. 
Hyperparathyreoïdie als gevolg van problemen in de klieren zelf (adenoom, hyperplasie of carcinoom van de bijschildklieren) wordt aangeduid als primaire hyperparathyreoïdie en  leidt tot hypercalciëmie (verhoogd calciumgehalte). Ook behandeling met lithium kan hyperparathyreoïdie veroorzaken.
Het kan ook optreden als gevolg van een laag calciumgehalte, als gevolg van vitamine D-deficiëntie of een chronische nierziekte, dit wordt aangeduid als secundaire hyperparathyreoïdie. In alle gevallen zal de verhoogde PTH-concentratie schadelijk zijn voor botopbouw en is behandeling vaak nodig.
Hyperparathyreoïdie werd voor het eerst beschreven en behandeld in de jaren 1930 door Fuller Albright van het Massachusetts General Hospital, werkzaam bij de Mallinckrodt General Clinical Research Center. 